# Iberischer Felberich
Der Iberische Felberich (Lysimachia ephemerum) ist eine Pflanzenart aus der Gattung Gilbweiderich (Lysimachia).

## Merkmale
Der Iberische Felberich ist eine ausdauernde, krautige Pflanze, die Wuchshöhen von 40 bis 110 cm erreicht. Die Laubblätter sind wechselstängig und messen 5 bis 10 × 0,6 bis 1,5 Zentimeter. Die oberen sind lanzettlich, die unteren spatelförmig. Der Blütenstand ist eine endständige Traube. Die Blüten sind sechszählig. Die Krone ist purpurn. 
Die Blütezeit reicht von Juni bis September.
Die Chromosomenzahl beträgt 2n = 24.

## Vorkommen
Der Iberische Felberich kommt in Portugal, Spanien und Südwest-Frankreich auf feuchten Wiesen und an Quellen vor.

## Nutzung
Der Iberische Felberich wird selten als Zierpflanze für Gehölzgruppen, Teichränder und Staudenbeete sowie als Schnittblume genutzt. Die Art ist seit spätestens 1730 in Kultur.